# Joseph Koerber
Joseph Laurent Koerber CSSp (* 3. September 1943 in Sierentz) ist ein französischer römisch-katholischer Ordensgeistlicher und emeritierter Apostolischer Vikar von Makokou.

## Leben
Joseph Koerber trat in die Ordensgemeinschaft der Spiritaner, legte am 10. Dezember 1970 die Profess und empfing am 24. Juni 1972 die Priesterweihe.
Papst Johannes Paul II. ernannte ihn am 19. März 2003 zum ersten Apostolischen Präfekten von Makokou. Mit der Erhebung der Präfektur in den Rang eines Apostolischen Vikariats durch Papst Franziskus am 11. Juli 2014 wurde er zum ersten Apostolischen Vikar von Makokou ernannt. Der Papst ernannte ihn gleichzeitig zum Titularbischof von Siccenna.
Die Bischofsweihe spendete ihm der Erzbischof von Libreville, Basile Mvé Engone SDB. Mitkonsekratoren waren der Bischof von Mouila, Mathieu Madega Lebouankehan, und der Bischof von Oyem, Jean-Vincent Ondo Eyene.
Am 6. Januar 2022 nahm Papst Franziskus seinen altersbedingten Rücktritt an.